# جان فریتاگ
جان فریتاگ (انگلیسی: John Freitag; ۳ مهٔ ۱۸۷۷ – ۲۰ اکتبر ۱۹۳۲) قایقران روئینگ اهل ایالات متحده آمریکا بود.